# Музыковка
Музыковка (укр. Музиківка) — село в Херсонском районе Херсонской области Украины. Центр Музыковской сельской общины.
Почтовый индекс — 75023. Телефонный код — 5547. Код КОАТУУ — 6520383501.

## Население
Население по переписи 2001 года составляло 2672 человека.

### Языковой состав
Родной язык населения по данным переписи 2001 года:
| Язык       | Численность, чел. | Доля     |
| ---------- | ----------------- | -------- |
| Украинский | 2 402             | 89,90 %  |
| Русский    | 199               | 7,45 %   |
| Другое     | 71                | 2,65 %   |
| Итого      | 2 672             | 100,00 % |

## Местный совет
75023, Херсонская обл., Белозёрский р-н, с. Музыковка, ул. 40-летия Победы, 42

## Известные люди

### В селе родились
- Куманченко, Полина Владимировна (1910—1992) — актриса театра и кино, народная артистка СССР (1960).